# Renault 8
Renault 8 je čtyř až pětimístný automobil s motorem umístěným vzadu a kotoučovými brzdami na všech kolech vyráběný firmou Renault od roku 1962 do roku 1973. Vůz měl premiéru 22. června 1962 na autosalonu Ženevě. Model R8 doplnil v roce 1965 větší model R 10. Výroba R8 skončila v roce 1971, ve španělské pobočce pokračovala výroba pod jménem 8S do roku 1976. Licenční výroba v roce 1969 probíhala i v Rumunsku jako Dacia 1100.
Do ČSSR bylo v letech 1963–1971 dovezeno 8 000 kusů.

## Renault 8 Gordini
Renault 8 se prodával i ve sportovní upravě jako model R8 Gordini a to až do roku 1968 pouze v modré barvě se dvěma pruhy a čtveřicí světlometů, po roce 1968 byl k mání v barvách Francie bílé, červené a již zmíněné modré ale v žádné jiné. Jeho konstruktérem byl Amédé Gordini.
Renault 8 Gordini bylo taktéž označení závodního vozu pro rallye, který vycházel ze sportovního typu Gordini. Po premiéře startoval na Korsice, kde obsadil první, třetí a páté místo. Vůz zde zvítězil i v letech 1965 a 1966.

## Motor
- R8 – 956 cm³, 30 kW, 5200 min−1
- R8 Major – 1108 cm³, 37 kW
- R8 Gordini – 1108 cm³, 57 kW, 6500 min−1
- R8 Gordini – 1300 – 1255 cm³, 88 kW, 6750 min−1 (převodovka pětistupňová)

## Data
- Délka – 3995 mm
- Šířka – 1490 mm
- Výška – 1405 mm
- Rozvor – 2270 mm
- Rozchod – 1256/1226 mm
- Váha – 760 kg
- Maximální rychlost – 128 km/h (motor 956 cm³), 130 km/h (motor 1108 cm³)